# Dance Dance Revolution
Dance Dance Revolution (dále jen DDR) je hudební taneční hra, vzniklá roku 1998 v Japonsku, kde ji vytvořila softwarová společnost Konami. Z Japonska se rozšířila do USA a poté i do Evropy. Původně šlo o hru pouze automatovou, v dnešní době je již možno sehnat DDR i ve verzi PlayStation, Microsoft Windows, Wii nebo Xbox.

## Princip hry
Hráč stojí na desce o rozměrech přibližně metr krát metr (přesně 85×85 cm), rozdělené na devět polí - pět neaktivních a čtyři aktivní. Ta fungují jako tlačítka nahoru, dolů, doprava a doleva. Před hráčem je obrazovka, na které se v horní části nachází čtyři šedé šipky, nazývané targety. Z reproduktorů se začne ozývat hudba a ve spodní části obrazovky se začnou objevovat barevné šipky. Barva šipky určuje rytmus ke kterému patří - celá doba, půldoba, čtvrtdoba apod. Jakmile se barevná šipka dostane nahoru na šedou šipku, hráč na padu musí šlápnout na odpovídající tlačítko. Hodnotí se přesnost zmáčknutí tlačítka.

## DDR automaty
DDR je nejrozšířenější ve formě tanečních automatů a to především v Japonsku. V Evropě vyšlo v minulosti několik automatů pod značkou Dancing Stage - EuroMix, EuroMix 2, Fusion a poslední SuperNOVA. Původně plánované vydání Dancing Stage SuperNOVA 2 bylo zrušeno. V EU se pravděpodobně objeví i poslední inkarnace - Dance Dance Revolution X - tentokráte již i včetně názvu Dance Dance Revolution, místo Dancing Stage. V ČR není známa žádná lokace Dancing Stage ani DDR automatu.

## DDR do domácnosti
Domácí verze DDR (v Evropě opět pod značkou Dancing Stage) jsou dostupné pro herní konzole PlayStation 2, XBOX360 a Nintendo Wii. Nové domácí verze jsou vydávány tradičně každý rok pro všechny platformy. V ČR se dají Dancing Stage hry pro PS2 koupit ve většině herní obchodů. XBOX360 a Wii verze jsou dostupné obtížněji. DDR se v Evropě nikdy neprodávalo pro PC, avšak existuje řada plagiátů, které se za DDR vydávají.[zdroj⁠?!] Nejznámější simulátor DDR pro PC je StepMania.

## DDR v České republice
V ČR se DDR aktivně věnuje několik tisíc hráčů na všech úrovních zkušeností. S DDR se lze setkat na různých conech (například na PragoFFestu, Festivalu fantazie, Animefestu nebo Advíku), kde má svůj vlastní program. Dále v ČR existuje občanské sdružení Czech DDR, jehož cílem je šířit taneční hry po ČR a které mimo jiné pořádá i mistrovství republiky v tanečních hrách.

## Úspěchy ČR v DDR
Nejlepší česká hráčka S'Tsung dosáhla na mistrovství světa 2006 na 2. místo a na mistrovství Evropy 2008 dosáhla 2. místa.